# Горяйнов Роман В'ячеславович
Рома́н В'ячесла́вович Горяйнов (2 липня 1971) — український дипломат. Генеральний консул України у Мілані.

## Життєпис
Народився 2 липня 1971 року. У 1994 році закінчив Інститут міжнародних відносин Київського національного університету імені Тараса Шевченка.
У 1994—1995 — аташе, третій секретар відділу загальних проблем Консульського управління МЗС України.
У 1995—2000 — третій, другий секретар з консульських питань Посольства України в Ліванській Республіці.
У 2000—2001 — другий секретар відділу консульського забезпечення інтересів фізичних та юридичних осіб Консульського управління МЗС України.
У 2001—2002 — консул-керівник Консульства України в Аммані, Йорданське Хашимітське Королівство.
У 2002—2007 — перший секретар з консульських питань Посольства України в Йорданському Хашимітському Королівстві.
У 2007—2009 — радник, начальник відділу паспортної роботи Департаменту консульської служби МЗС України.
У 2009—2014 — радник з консульських питань Посольства України в Італійській Республіці.
У 2014—2016 — начальник Управління консульського забезпечення Департаменту консульської служби МЗС України.
З 18 червня 2016 — Генеральний консул України в Мілані.
З 7 квітня 2025 — Надзвичайний і Повноважний Посол України в Ліванській Республіці.